# Meinsdorf (Callenberg)
Meinsdorf ist ein Ortsteil der Gemeinde Callenberg im Landkreis Zwickau (Freistaat Sachsen). Der Ort wurde am 1. März 1974 nach Langenberg eingemeindet, welches am 1. Januar 1994 mit zwei weiteren Gemeinden zur Gemeinde Chursbachtal vereinigt wurde. Die Gemeinde Chursbachtal wiederum wurde am 1. Januar 1999 in die Gemeinde Callenberg eingegliedert.

## Geografie

### Geografische Lage und Verkehr
Meinsdorf ist der östlichste Ortsteil der Gemeinde Callenberg. Südwestlich des Orts befindet sich die Langenberger Höhe (484 m ü. NHN), von der man eine gute Sicht über das gesamte Gemeindegebiet von Callenberg und in die Leipziger Tieflandsbucht hat.  Meinsdorf liegt auf einer Wasserscheide. Südwestlich des Orts entspringt der Langenberger Bach und östlich des Orts der Frohnbach. Beide entwässern in die Zwickauer Mulde. Der südöstlich des Orts entspringende Pleißenbach entwässert in die Chemnitz.
Über den Nachbarort Pleißa wird die Bundesautobahn 4 mit der Anschlussstelle „Wüstenbrand“ erreicht.

### Nachbarorte
|            | Rußdorf                                     |        |
| Falken     | Kompassrose, die auf Nachbargemeinden zeigt | Pleißa |
| Langenberg | Grüna                                       |        |

## Geschichte

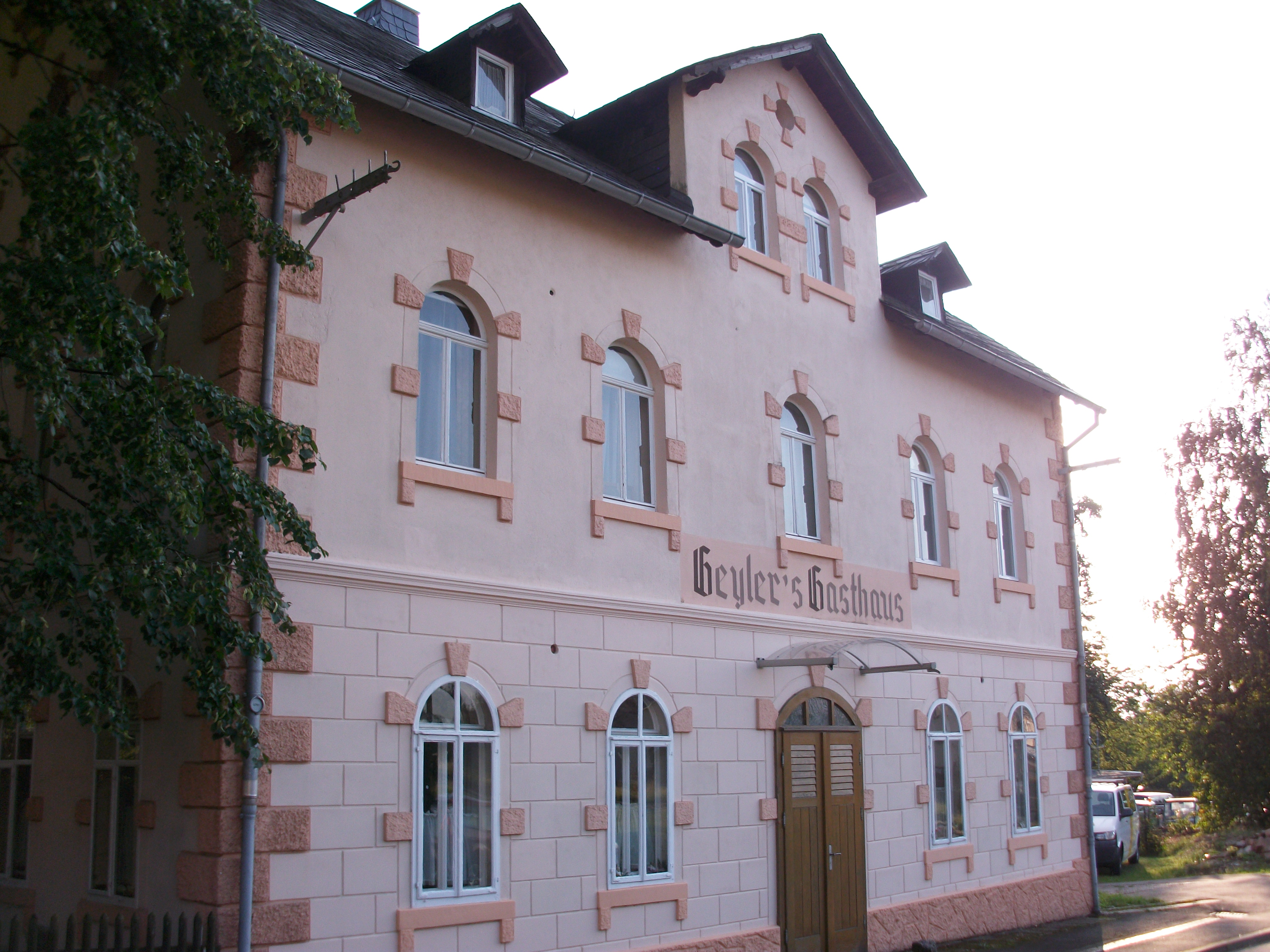
Meinsdorf, Geyler’s Gasthaus

Das Waldhufendorf Meinsdorf wurde zwischen 1183 und 1200 auf Initiative der Herren von Waldenburg durch Ansiedlung fränkischer Bauern aus der Gegend des Siebengebirges und des Siegtals angelegt. Um 1320 bestand eine katholische Kapelle am Kapellenberg, welcher nach dieser benannt wurde. Diese Kapelle wurde vermutlich von Bergmönchen aus dem Benediktinerkloster Chemnitz errichtet. Im Jahr 1460 wurde der Ort als Meynerßdorff bzw. Meynersdorf erwähnt. Kirchlich gehörte Meinsdorf zunächst nach Bräunsdorf, gelangte aber im Zuge der Reformation ab 1530 an die Parochie Langenchursdorf mit der Filialkirche Langenberg.
Bezüglich der Grundherrschaft gehörte Meinsdorf bis ins 19. Jahrhundert als Amtsdorf zur schönburgischen Herrschaft Waldenburg. Am 6. Juni 1841 erfolgte die Bildung der Parochie Langenberg mit Meinsdorf unter Loslösung von der Mutterkirchgemeinde in Langenchursdorf. Nachdem auf dem Gebiet der Rezessherrschaften Schönburg im Jahr 1878 eine Verwaltungsreform durchgeführt wurde, kam Meinsdorf im Jahr 1880 zur neu gegründeten sächsischen Amtshauptmannschaft Glauchau. Im Jahr 1891 erhielt Meinsdorf eine eigene Schule. Zu Beginn des 20. Jahrhunderts blühte im Ort die Trikotagenfabrikation auf. Viele Bewohner fanden auch als Industriearbeiter in den Fabriken der Nachbarstädte Limbach und Hohenstein-Ernstthal eine Beschäftigung.
Durch die zweite Kreisreform in der DDR kam die Gemeinde Meinsdorf im Jahr 1952 zum Kreis Hohenstein-Ernstthal im Bezirk Chemnitz (1953 in Bezirk Karl-Marx-Stadt umbenannt). Nach der Schließung der einzügigen Ortsschule gingen die Meinsdorfer Schüler der Klassen 1 bis 4 nach Falken, die Klassen 5 bis 8 nach Langenberg. Meinsdorf wurde am 1. März 1974 nach Langenberg eingemeindet.
Die Gemeinde Langenberg mit ihren Ortsteil Meinsdorf kam im Jahr 1990 zum sächsischen Landkreis Hohenstein-Ernstthal, der 1994 im Landkreis Chemnitzer Land bzw. 2008 im Landkreis Zwickau aufging. Am 1. Januar 1994 vereinigten sich die Gemeinden Langenchursdorf,   Falken und Langenberg mit Meinsdorf zur Gemeinde Chursbachtal, welche am 1. Januar 1999 nach Callenberg eingemeindet wurde. Seitdem bilden Langenberg und Meinsdorf zwei von sieben Ortsteilen der Gemeinde Callenberg. Im Jahr 1994 vereinigten sich die Kirchgemeinden Langenchursdorf/Falken und Langenberg/Meinsdorf nach fast 153 Jahren der Trennung wieder, sodass nun das gesamte Chursbachtal wieder eine Kirchgemeinde bildet. Im Sommer 2012 liefen erste Verhandlungen des Ortsteils Meinsdorf mit der Nachbarstadt Limbach-Oberfrohna über eine Eingemeindung in diese. Grund dafür ist die enge kulturelle Bindung an die Stadt und die Erwartung, dass sich Callenberg künftig mit Hohenstein-Ernstthal zusammenschließen könnte.